# Рашковић
Рашковић је насеље у Србији у општини Кнић у Шумадијском округу. Према попису из 2022. има 159 становника (према попису из 2011. било је 196 становника).

## Демографија
У насељу Рашковић живи 192 пунолетна становника, а просечна старост становништва износи 46,2 година (44,7 код мушкараца и 47,7 код жена). У насељу има 69 домаћинстава, а просечан број чланова по домаћинству је 3,28.
Ово насеље је великим делом насељено Србима (према попису из 2002. године), а у последња три пописа, примећен је пад у броју становника.
|  |

| Демографија | Демографија | Демографија |
| Година      | Становника  | Становника  |
| ----------- | ----------- | ----------- |
| 1948.       | 372         |             |
| 1953.       | 356         |             |
| 1961.       | 326         |             |
| 1971.       | 316         |             |
| 1981.       | 289         |             |
| 1991.       | 259         | 259         |
| 2002.       | 226         | 226         |
| 2011.       | 196         |             |
| 2022.       | 159         |             |

| Етнички састав према попису из 2002.‍ | Етнички састав према попису из 2002.‍ | Етнички састав према попису из 2002.‍ | Етнички састав према попису из 2002.‍ | Етнички састав према попису из 2002.‍ |
| ------------------------------------ | ------------------------------------ | ------------------------------------ | ------------------------------------ | ------------------------------------ |
|                                      |                                      |                                      |                                      |                                      |
| Срби                                 | Срби                                 |                                      | 224                                  | 99,11%                               |
| Црногорци                            | Црногорци                            |                                      | 1                                    | 0,44%                                |
| Југословени                          | Југословени                          |                                      | 1                                    | 0,44%                                |
| непознато                            | непознато                            |                                      | 0                                    | 0,0%                                 |

| Година пописа     | 1948. | 1953. | 1961. | 1971. | 1981. | 1991. | 2002. |
| ----------------- | ----- | ----- | ----- | ----- | ----- | ----- | ----- |
| Број домаћинстава | 66    | 74    | 73    | 74    | 73    | 70    | 69    |

| Број чланова      | 1  | 2  | 3  | 4  | 5 | 6 | 7 | 8 | 9 | 10 и више | Просек |
| ----------------- | -- | -- | -- | -- | - | - | - | - | - | --------- | ------ |
| Број домаћинстава | 14 | 16 | 15 | 12 | 2 | 4 | 1 | 1 | 2 | 2         | 3,28   |

| Пол    | Укупно | Неожењен/Неудата | Ожењен/Удата | Удовац/Удовица | Разведен/Разведена | Непознато |
| ------ | ------ | ---------------- | ------------ | -------------- | ------------------ | --------- |
| Мушки  | 98     | 24               | 66           | 5              | 3                  | 0         |
| Женски | 98     | 18               | 61           | 19             | 0                  | 0         |
| УКУПНО | 196    | 42               | 127          | 24             | 3                  | 0         |

| Пол    | Укупно                    | Пољопривреда, лов и шумарство | Рибарство                            | Вађење руде и камена | Прерађивачка индустрија       |
| ------ | ------------------------- | ----------------------------- | ------------------------------------ | -------------------- | ----------------------------- |
| Мушки  | 49                        | 28                            | 0                                    | 0                    | 9                             |
| Женски | 38                        | 27                            | 0                                    | 0                    | 4                             |
| УКУПНО | 87                        | 55                            | 0                                    | 0                    | 13                            |
| Пол    | Производња и снабдевање   | Грађевинарство                | Трговина                             | Хотели и ресторани   | Саобраћај, складиштење и везе |
| Мушки  | 3                         | 0                             | 3                                    | 0                    | 1                             |
| Женски | 0                         | 0                             | 2                                    | 0                    | 0                             |
| УКУПНО | 3                         | 0                             | 5                                    | 0                    | 1                             |
| Пол    | Финансијско посредовање   | Некретнине                    | Државна управа и одбрана             | Образовање           | Здравствени и социјални рад   |
| Мушки  | 0                         | 1                             | 2                                    | 1                    | 0                             |
| Женски | 0                         | 0                             | 0                                    | 4                    | 0                             |
| УКУПНО | 0                         | 1                             | 2                                    | 5                    | 0                             |
| Пол    | Остале услужне активности | Приватна домаћинства          | Екстериторијалне организације и тела | Непознато            | Непознато                     |
| Мушки  | 1                         | 0                             | 0                                    | 0                    | 0                             |
| Женски | 1                         | 0                             | 0                                    | 0                    | 0                             |
| УКУПНО | 2                         | 0                             | 0                                    | 0                    | 0                             |